# 461981 Chuyouhua
461981 Chuyouhua è un asteroide della fascia principale. Scoperto nel 2006, presenta un'orbita caratterizzata da un semiasse maggiore pari a 2,5980799 au e da un'eccentricità di 0,2886556, inclinata di 3,08441° rispetto all'eclittica.